# Herodotos
Herodotos (latin: Hērodotus, klassisk grekiska: Ἡρόδοτος, Hēródotos), född 484 f.Kr. i Halikarnassos (dagens Bodrum) i Mindre Asien (nuvarande Turkiet), död 425 f.Kr. i en grekisk koloni i Kalabrien, var en grekisk historiker som tillhörde kretsen runt Perikles i Aten.
Han är främst känd för sin bok Historia om bakgrunden till perserkrigen, och anses vara den förste att systematisera historien genom att systematiskt undersöka och insamla källmaterial, för att sedan kritiskt granska och väga fakta för att kunna placera dessa i en historiskt tidsaxel. Herodotos levde under det persiska akemeniderrikets guldålder och är en av huvudkällorna till vår kunskap om persiska riket.

## Biografi
Herodotos kom från en välsituerad familj. Fadern hette Lyxes och modern Rhaeo eller Dryo. En nära släkting vid namn Panyasis var en berömd epiker. Under hela Herodotos liv var Jonien under akemenidiskt styre och han var därför nära förtrogen med persiska traditioner. Han fick en klassisk utbildning i grammatik, gymnastik och musik. Åren 464–447 företog han resor i världen som kom att ligga till grund för hans senare författarskap.
Cicero kallade honom för "historieskrivningens fader", men han har också setts som geografins portalgestalt. Under resor i det akemenidiska riket, framförallt Egypten, Främre Orienten och runt Svarta havet samlade han skriftligt och muntligt material till sitt livsverk, Historia (grekiska Ἱστορίαι; svensk översättning 1871) från 440 f.Kr.

## HerodotosHistoria
Verket är indelat i nio delar, men detta liksom titeln är efterkonstruktioner. På grund av hans nationalitet och landets politiska förhållanden, berör en stor del av verket grekiska ämnen och skrevs ur en grekisk synvinkel som exempelvis kontakterna mellan grekerna och perserna i början av seklet, men han behandlar även Egypten, Skytien och amazonerna. Persernas historia är även det framträdande, och då i synnerhet dess relation till den grekiska. Herodotos använder sig av anekdoter och berättelser för att göra sina ämnen mer underhållande. Således är det ibland svårt att skilja fakta från uppdiktad saga.
En mängd folkslag beskrivs översiktligt, till exempel geterna och thrakerna i bok V, araber i bok III, men genomgående fokuseras det på kungar och hjältar och deras betydelse för den historiska utvecklingen i politiskt avseende.
Herodotos Historia gavs senast ut på svenska år 2000 av Norstedts i Claes Lindskogs gamla översättning från 1920, reviderad av Gerhard Bendz och Axel Lindskog men med en modern inledning och kommentar av professor Sture Linnér. Denna utgåva saknar den konventionella indelningen i kapitel och avsnitt. 
Den polske författaren och journalisten Ryszard Kapuścińskis bok På resa med Herodotos (Podróze z Herodotem, 2006, översättning Anders Bodegård) beskriver ingående Herodotos liv och resor.

## Eftermäle
Herodotos har fått ge namn åt nedslagskratern Herodotus och berget Mons Herodotus på månen. Även asteroiden 3092 Herodotus är uppkallad efter honom.